# Oncaea insolita
Oncaea insolita is een eenoogkreeftjessoort uit de familie van de Oncaeidae. De wetenschappelijke naam van de soort is voor het eerst geldig gepubliceerd in 2000 door Heron & Frost.